# Stella McCartney
Stella McCartney er en britisk modedesigner. Hun er datter af Linda og Paul McCartney.
| Biografi | Spire Denne biografi er en spire som bør udbygges. Du er velkommen til at hjælpe Wikipedia ved at udvide den. |